# Jânio de Freitas
Jânio Sérgio de Freitas Cunha (Niterói, 9 de junho de 1932), mais conhecido por assinar suas publicações como Jânio de Freitas, é um jornalista brasileiro.
Filho de Antônio de Araújo Cunha, agrônomo, e Jati Jussara de Freitas Cunha, começou sua carreira como desenhista na Revista do Diário Carioca, em 1953. Entrou no jornalismo por acaso, quando um acidente esportivo o obrigou a afastar-se temporariamente da carreira que tinha escolhido, a aviação civil. Passou de desenhista a diagramador e, em pouco tempo, acumulou a esta função a de repórter.
A partir de 1955, fez parte da equipe de jornalistas que renovou a revista Manchete, onde foi repórter, fotógrafo, diagramador e redator-chefe. Essa experiência o ajudou, anos mais tarde, em 1959, a participar da reforma do Jornal do Brasil.
Em 1963 foi para o Correio da Manhã e em 1967 assumiu a direção-geral da Última Hora do Rio de Janeiro. No ano seguinte montou uma revista semanal, Direta, que não vingou, e entrou para o Jornal dos Sports em 1969. Ingressou na Folha de S. Paulo em 1980, e em 1983 começou a publicar a coluna política que manteve até 2022. Foi colunista e membro do conselho editorial desse jornal, onde analisou as questões políticas e econômicas do país. Desde janeiro de 2023, passou a assinar coluna semanal no sítio noticioso Poder360, o que foi elogiado por políticos, presidentes e ex-presidentes do Brasil.
Nos anos 1980, fazia parte da equipe do programa dominical Canal Livre da Rede Bandeirantes - Canal 7 às 22h, apresentado por Roberto D'Avila e com a coparticipação dos entrevistadores: Toninho Vaz, Arnaldo Jabor, Fausto Wolff, Marilda Pedroso, Sergio Machado, Mauro Santayana, Flavio Rangel, José Augusto Ribeiro. Entrevistados: Ferreira Gullar (20/12/1981); senador Teotônio Vilella (1982). Também participou do programa Persona na TV Manchete (canal 6) às 22h também apresentado por Roberto D'Avila e os entrevistadores Sérgio Motta Melo e Miriam Leitão, quando entrevistaram Orestes Quércia.
Recebeu diversos prêmios jornalísticos, entre eles o Prêmio Esso e o Internacional Rei de Espanha.
Em 2002, recebeu a Medalha Chico Mendes de Resistência, prêmio entregue pela ONG brasileira Grupo Tortura Nunca Mais a todos aqueles que se destacam na luta pelos direitos humanos e por uma sociedade mais justa.
Em 2024, recebeu a Medalha da Ordem do Mérito do Ministério da Justiça e Segurança Pública, concedida a pessoas que têm prestado serviços excepcionais à Justiça, à segurança pública e à democracia.

## Citações
Toda crise, de qualquer gênero, é uma explosão de verdades. Logo, os incapazes de lidar até com suas próprias verdades não podem ser capazes de lidar com crises.[carece de fontes?]
- Sobre Gilmar Mendes:

Assessor jurídico de Fernando Collor, adversário do impeachment, figura relevante do lado mais duro do governo Fernando Henrique, Gilmar Mendes transparece conformação muito mais ideológica do que política, isto é, submete o componente político de suas atitudes ao serviço da ideologia.
- Sobre os meios de comunicação:

Mas os meios de comunicação brasileiros nunca deixaram de ser parte ativa nos esforços de conduzir o eleitorado. Sua origem e sua tradição são de ligações políticas, como agentes de facções ou partidos. Só em meados do século passado dá-se a primeira e derrotada tentativa, no Jornal do Brasil, de prática desconectada de segmentos políticos.
- Sobre Henrique Pizzolato:

A fuga do casal Pizzolato não significou admissão de culpa. É natural o desejo de evitar a prisão, facilitado, no caso, pela dupla nacionalidade do condenado.